# Leopard-Skin Pill-Box Hat
Leopard-Skin Pill-Box Hat är en låt skriven och framförd av Bob Dylan. Låten lanserades först på dubbel-LP:n Blonde on Blonde 1966, och släpptes 1967 även som singel. Låten blev även om den nådde Billboard Hot 100 ingen av Dylans större singelhits. Låten är en ironisk kommentar om en modemedveten kvinna som bär en hatt av leopardskinn, en så kallad "pillerburk". Det var då inte olagligt att göra kläder av leopardskinn, men de kostade stora summor pengar. Senare i låten står det allt mer klart att låtens berättare haft en relation med denna kvinna, och inte riktigt kan släppa taget.
Musikaliskt är låten bluesbaserad, och Dylan själv spelar låtens inledande gitarrsolo. Sedan tar Robbie Robertson över på gitarr. Den spelades på den berömda Royal Albert Hall-konserten 1966 och finns med på The Bootleg Series Vol. 4: Bob Dylan Live 1966, The "Royal Albert Hall" Concert som utgavs 1998. En längre och långsammare inspelning av låten finns med på albumet The Bootleg Series Vol. 7: No Direction Home: The Soundtrack som släpptes 2005.

## Listplaceringar
- Billboard Hot 100, USA: #81[1]